# Wilsberg: Mit allen Wassern gewaschen

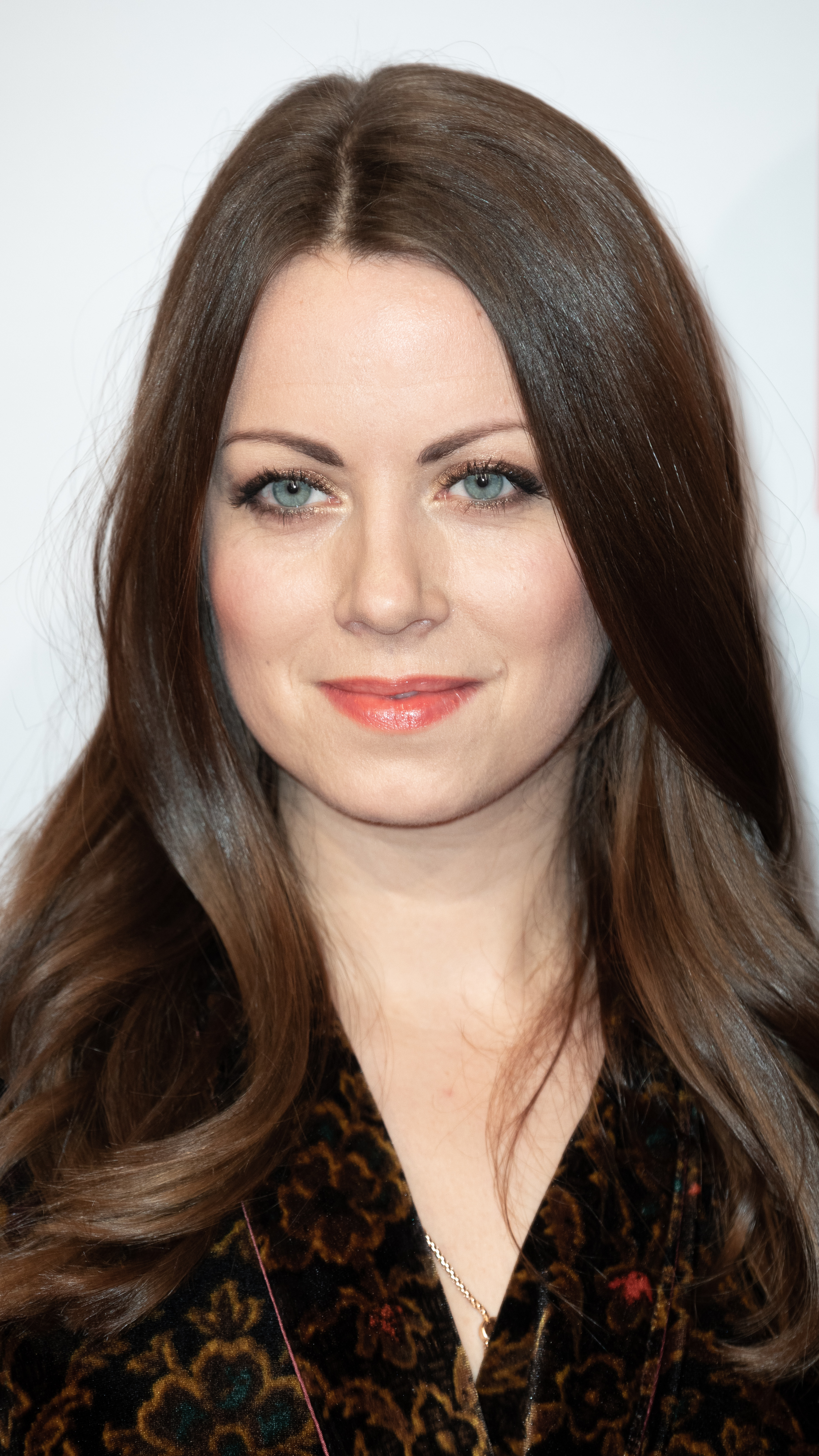
Alice Dwyer spielt Julia Brosenius (Foto von 2019)

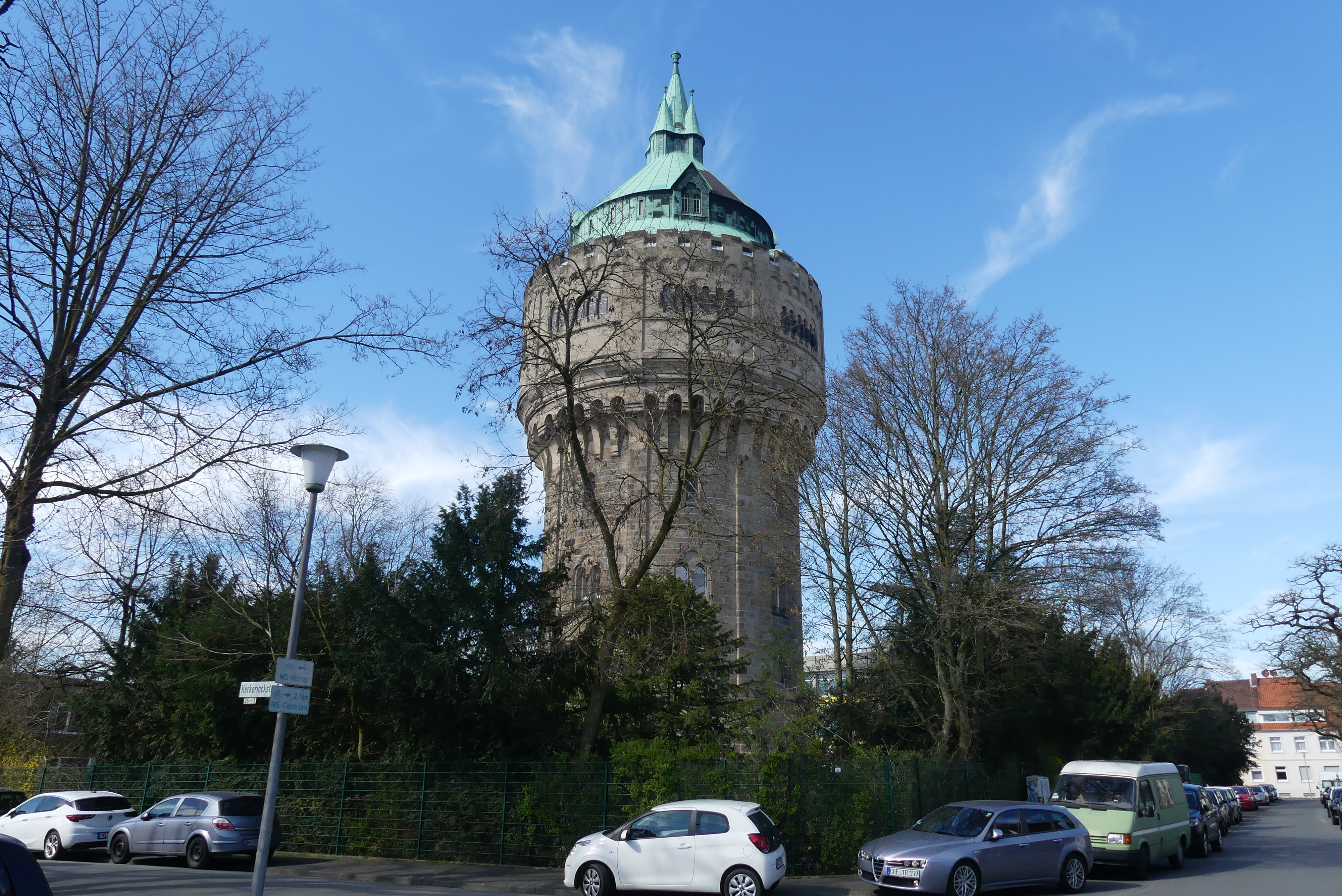
Tessa bekommt in dieser Folge einen besonderen Ort gezeigt (Drehort: Wasserturm Münster-Geistviertel)

Mit allen Wassern gewaschen ist die 86. Folge der Fernsehfilmreihe Wilsberg. Die Folge ist seit dem 10. Mai 2025 in der ZDFmediathek verfügbar und wurde am 17. Mai 2025 im Samstagabendprogramm des ZDF erstausgestrahlt.

## Handlung
Umweltaktivistin Clara Stoll wendet sich an Georg Wilsberg, da ihr Freund Edgar spurlos verschwunden ist. Dieser wollte sich wegen brisanter Informationen über die aktuelle Wasserpreiserhöhung mit Frederik Meissner von der MünsterQuell AG treffen. Für Georg, dem das Unternehmen gerade das Wasser abgestellt hat, eine willkommene Gelegenheit, sich dort umzuschauen. Als Georg Edgar auf dem Gelände der Firma sucht, findet er zunächst den toten Meissner, vergiftet mit einer Überdosis K.-o.-Tropfen. Dadurch gerät Edgar unter Verdacht, auch weil ein Chatverlauf auf ein Eifersuchtsmotiv hindeutet. Georg hat Zweifel und macht sich – unter Ausnutzung von Ekkis Gutmütigkeit – auf die Suche nach weiteren Informationen.
Während Ekki in den Unterlagen der MünsterQuell nach Hinweisen sucht, kann Georg die Tante Edgars ausfindig machen, die ihm von einer Hütte im Wald als Rückzugsort berichtet. Dort finden Georg, Ekki und Clara die Leiche von Edgar, der an einer Kohlenstoffmonoxidvergiftung aufgrund eines defekten Ofens gestorben ist. Da in Edgars Körper auch K.-o.-Tropfen gefunden werden, ist ein Unfall unplausibel und es deutet auf die Handschrift des gleichen Täters hin. Nach einem misslungenen Anschlag auf Ekki findet Georg das Wartungsheft von Meissner mitsamt einem Schlüssel. Dieser führt die beiden zu einer Kuckucksuhr von Meissner, in der sich ein USB-Stick befindet.
Auf dem Stick finden sich Informationen zu einer geheimen Röhre, deren Ziel Georg, Ekki und Tessa auf dem Firmengelände erkunden wollen. Sie entdecken, dass MünsterQuell illegal Tiefenwasser abpumpt und so die Stadt um viel Geld betrügt. Beim Verlassen des Geländes kommt ihnen Julia Brosenius aus dem MünsterQuell-Vorstand entgegen, die sie damit konfrontieren. Diese hatte aus Profitgier zusammen mit ihrem Handlanger Emilio Meissner und Edgar ermordet; den Chatverlauf hatten sie inszeniert, um von sich abzulenken. Als Brosenius eine Waffe zieht, nimmt die eintreffende Polizei beide fest, da auch Anna Springers und Overbecks Ermittlungen zu den beiden führten.

## Produktion
Die Dreharbeiten fanden in der Zeit vom 10. Oktober 2023 bis zum 12. Dezember 2023 in Nordrhein-Westfalen statt.
Der Running Gag Bielefeld ist in dieser Folge in Minute 28 zu finden, als Georg Wilsberg zwei Telefonbücher in die Hand nimmt, von denen eines das für Münster und das andere das für Bielefeld ist.

## Rezeption

### Kritiken
Vom Team der TV Spielfilm bekommt der Film einen Daumen nach oben. Es schreibt: „Dieses KrimiErlebnis kann kein Wässerchen trüben.“
Oliver Armknecht vergibt in seiner Bespreohung auf film-rezensionen.de insgesamt fünf von zehn Punkten. Der Kritiker bemängelt die fehlende Kreativität, es fehle ihm an Einfallsreichtum. Innerhalb des profitgierigen Unternehmens würden die Angestellten den Klischees entsprechen, eine Figurenzeichnung fände nicht statt, was auch den Krimiaspekt dieser Folge einschränke. Bei den Beziehungen des Hauptensembles würden auch nur gleichbleibende Bestandteile eingebaut, ohne Neues zu versuchen. Als Erfolgsformel für die Reihe würde dies zwar tragen, auch gefalle Alice Dwyer in der Episode in ihrer Rolle als skrupellose Unternehmerin – mehr als reine Fließbandarbeit sei dieser Teil des Dauerbrenners Wilsberg aber nicht.

### Einschaltquote
Trotz der gleichzeitigen Live-Ausstrahlung des Eurovision Song Contest 2025 im Ersten konnte diese Wilsberg-Folge beeindruckende 5,93 Millionen Zuschauer verzeichnen, was einem Marktanteil von 25,0 % für den Sender entsprach.